# Schwabenbräu
A Schwabenbräu é uma cervejaria da Alemanha. Fundada por Robert Leicht em 1878, com o nome Bier-Brauerei Robert Leicht, no atual distrito de Vaihingen, em Stuttgart.